# Hector Bianciotti
Ne doit pas être confondu avec Héctor Babenco.
Hector Bianciotti, né le 18 mars 1930 à Calchín Oeste, province de Córdoba en Argentine, et mort le 12 juin 2012 à Paris 16e, est un acteur de cinéma, journaliste et écrivain d'origine argentine naturalisé français, membre de l'Académie française.

## Biographie

### Famille et formation
Hector (en espagnol, Héctor) Bianciotti est élevé au sein d’une famille de fermiers d’origine piémontaise. Ses parents parlaient le dialecte entre eux mais en interdisaient l'usage à leur fils, contraint de parler l'espagnol. Intégrant le petit séminaire franciscain de Moreno, il entre en contact avec la pensée théologique mais apparaît dépourvu de toute vocation religieuse. Toutefois, il y développe sa culture littéraire. À l’âge de quinze ans, il commence ainsi à étudier le français à partir de la confrontation de textes de Paul Valéry à leur traduction espagnole.

« "Paul Valéry envers qui ma dette est inépuisable puisque c’est pour lire son œuvre dans le texte que je me suis engagé à quinze ans dans le délicat labyrinthe de la langue française" dira-t-il un jour sous la Coupole. »

— Hélène Carrère d’Encausse

### Départ pour l'Europe
En 1955, il quitte son pays pour l’Italie et séjourne à Rome dans une très grande pauvreté. Après un passage à Naples, il passe quatre ans en Espagne.
En 1956, il participe au film División Azul - Embajadores del infierno, dont le scénario a été écrit par Torcuato Luca de Tena, ainsi que dans le film 091 Policía al habla (1960). Il est dirigé par Luis Lucía Mingarro dans Molokai, la isla maldita (1959), et par Edgar Neville dansMi calle (1960).

### Installation en France

#### Carrière
Il ne s’installe à Paris qu’à partir de février 1961. Léonor Fini, artiste peintre d'origine italo-argentine, est la première à l’y accueillir. Un an plus tard, il commence à rédiger des rapports de lecture pour les éditions Gallimard. En 1969, son premier éditeur, Maurice Nadeau, lui permet de publier ses premières critiques littéraires dans La Quinzaine littéraire. Il est aussi assistant à la mise en scène d'opéras. Trois ans plus tard, il débute avec Le Nouvel Observateur une collaboration qui ne devient exclusive qu’à partir de 1974, année où il quitte définitivement La Quinzaine littéraire.
Parallèlement, il écrit dans sa langue maternelle des romans (Les Déserts dorés en 1962, Celle qui voyage la nuit en 1969, Ce moment qui s’achève en 1972) et une pièce de théâtre, Les autres, un soir d’été (1970). Il est consacré en 1977 par le prix Médicis étranger qu’il reçoit pour Le Traité des saisons.
Naturalisé français en 1981, il cesse l’année suivante d’écrire dans sa langue maternelle. Les nouvelles rassemblées en 1983 dans L’amour n’est pas aimé (prix du Meilleur livre étranger) ont ainsi été écrites auparavant. Cette même année, il siège au comité de lecture de Gallimard et ceci jusqu’en 1989. Grand lecteur, il fait découvrir au public des écrivains alors peu connus comme Ferdinando Camon, Jean-Baptiste Niel ou Eduardo Berti ; il a un rôle important dans le parcours littéraire d'Hervé Guibert.
Deux ans plus tard, son premier roman en français, Sans la miséricorde du Christ (1985), se voit décerner le prix Femina.
En 1986, il quitte ses fonctions de critique littéraire du Nouvel Observateur pour les exercer au Monde. En 1988, il publie Seules les larmes seront comptées. Puis, à partir de 1992, une trilogie autobiographique (chez Grasset). Ses articles sur la littérature classique sont réunis sous le titre Une passion en toutes lettres (Gallimard, 2001). Son dernier roman publié, Nostalgie de la maison de Dieu (Gallimard), paraît en 2003.
À partir du 1995, il fait partie du jury du prix de l'écrit intime.

#### Académie française
Le 18 janvier 1996, il est élu à l'Académie française au fauteuil d’André Frossard. Il y déploie une activité assidue, « pilier de la Commission du dictionnaire où son immense culture, sa passion des mots, son intransigeance sur la question négligée de la ponctuation, mais aussi souvent son inquiétude spirituelle nous auront conduit à débattre des vocables bien au-delà de leurs multiples acceptions » selon Hélène Carrère d'Encausse.

### Dernières années et mort
Atteint de troubles de la mémoire à partir des années 2000, il doit cesser son activité littéraire. Étrange prescience, la dernière nouvelle de son recueil titré en français L’amour n’est pas aimé, écrite au début des années 1980, avait pour sujet Valéry Larbaud perdant progressivement l’usage de la parole sans que pour autant sa mémoire et son intelligence en soient altérées. Et, dans Comme la trace d’un oiseau dans l’air, on peut lire : 

« Dans mon ignorance des sièges de la mémoire, des labyrinthes du cerveau, je craignais une lésion, une maladie irréversible, que la vie enfin ne me laisse dans ce monde que pour assister à la longue érosion de mon intime cosmogonie sans plus moyen de la raconter. »

Il meurt à 82 ans des suites d'une longue maladie.
Son corps repose au cimetière de Vaugirard (Paris 15e), dans la division 18.

### Postérité
Dany Laferrière lui succède au fauteuil 2 de l'Académie française ; reçu le 28 mai 2015, il délivre un discours remarqué, en son hommage.

### Vie privée
Homosexuel discret, Hector Bianciotti a vécu une large partie de sa vie avec l'écrivain Angelo Rinaldi, qui entrera, à son tour à l'Académie française, en 2001. Ils sont le premier couple notablement homosexuel à siéger à l'Académie.

### Décorations
- Officier de la Légion d'honneur (2003)[11]
- Officier de l'ordre national du Mérite

## Œuvre
- Les Déserts dorés, Denoël, coll. « Lettres nouvelles », 1967
- Celle qui voyage la nuit, Denoël, coll. « Lettres nouvelles », 1969
- Les Autres, un soir d’été, Gallimard, 1970
- Ce moment qui s’achève, Denoël, coll. « Lettres nouvelles », 1972
- Le Traité des saisons, Gallimard, 1977
- L’amour n’est pas aimé, Gallimard, 1982
- Sans la miséricorde du Christ, Gallimard, 1985
- Seules les larmes seront comptées, Gallimard, 1988
- Ce que la nuit raconte au jour, Grasset, 1992
- Le Pas si lent de l’amour, Grasset, 1995
- Comme la trace de l’oiseau dans l’air, Grasset, 1999
- Une passion en toutes lettres, Gallimard, 2001
- La Nostalgie de la maison de Dieu, Gallimard, 2003
- Lettres à un ami prêtre, correspondance avec Benoît Lobet 1989-1994, Gallimard, 2006

### Prix
- 1977 : Prix Médicis étranger
- 1985 : Prix Femina
- 1992 : Prix Prince-Pierre-de-Monaco pour l’ensemble de son œuvre
- 1994 : Prix de la langue française